# Barta Lajos (író)
Barta Lajos, született Krausz Lajos (Kistapolca, 1878. október 20. – Budapest, 1964. október 18.) Kossuth-díjas magyar író, újságíró. Drámái, elbeszélései erős szociális érzékenységről tanúskodnak, belülről fakadó expresszív drámaiságára jeles kortárs írók figyeltek fel.[forrás?]

## Életpályája
Vidéken született Krausz Ignác, falusi korcsmáros és Eisner Julianna gyermekeként. A vidéki Magyarország világa nagy ihletője volt elbeszéléseinek, drámáinak. Jogot Pécsett hallgatott, újságírói pályáját is itt kezdte, írásai a Pécsi Naplóban jelentek meg, majd Mohácson, Kassán, végül Budapesten működött újságok munkatársaként. 1910-től a Világ munkatársa, radikális, háborúellenes szemléletű szocialista publicista. Első, Parasztok című drámáját 1911-ben mutatták be, de már a második előadás után betiltották földosztást követelő témája miatt. A drámából nem maradt fenn példány.
A Magyarországi Tanácsköztársaság idején irodalompolitikai szerepet vállalt, tagja volt az Írói Direktóriumnak, titkára az Írók Szakszervezetének, szerkesztette a Közoktatási Népbiztosság napilapját, a Fáklyát. Forradalom című agitációs célzatú drámáját három budapesti színház is bemutatta. 1919 őszén már börtönbe zárták, szabadulása után emigrációba vonult, Berlinben, Bécsben, Pozsonyban, Londonban élt. Erwin Piscator berlini színházában dolgozott, a színház megnyitójára drámát írt (Russlands Tag), majd Pozsonyban szerkesztette az Új Szót (1929–33) és együttműködött a csehszlovákiai Sarló mozgalom fiataljaival. Részt vett az illegális kommunista mozgalomban, agitált, nyomtatott magyar nyelvű baloldali sajtókba írt és terjesztette azokat határokon át leginkább a Felvidéken és Erdélyben. A második világháború kitörésekor Londonba emigrált, az ottani magyar klubban fejtett ki antifasiszta agitációt.
27 évi emigrációt követően 1946-ban tért haza, a kommunista rendszerre való áttérést szorgalmazta.
Felesége, Szucsich Mária szintén író. Lányuk Barta Zsuzsa, színházrendező.

## Emlékezete
- Születésének 100. évfordulóján, mint a "munkásmozgalom kiemelkedő személyiségének" a sírjánál a Farkasréti temetőben  koszorúzási ünnepséget rendeztek.[14]

## Művei (válogatás)

### Dráma
A Színházi adattárban regisztrált bemutatóinak száma: 41.
- Tavaszi mámor (1912), az Új Színpad mutatta be;
- Szerelem (1914), a Vígszínházban mutatták be 1916. április 8-án;
- Sötét ház (1918), bemutató szintén a Vígszínházban, 1919. április 27-én;
- Örvény. Színmű; Pallas, Budapest, 1919
- Forradalom (1919), bemutató Nemzeti Színház, Magyar Színház, Vígszínház)
- Tavaszi mámor és más drámák; Lám Ny., Uzhorod-Ungvár, 1931 (Barta Lajos válogatott munkái)
- Pilvax. Karinthy Ferenc színpadi képe / Te szegény Franciaország! Barta Lajos színjátéka. Maupassant elbeszélése nyomán; Kultúra, Bp., 1948 (Új magyar könyvtár)
- Szerelem és más színművek. (1955, 1964)

### Próza
- Elbeszélések. Pécs, (1901)
- Egyszerű szívek : novellák. (1915)
- Az ige terjedése : novellák. (1916)
- Az élet arca : novellák. (1917)
- Czinzeri és Czinzera; Légrády, Budapest, 1917
- Kezdetben vala az Ige...; Táltos, Budapest, 1918
- Az elsüllyedt világ : novellák. (1918)
- Múlt : regény. Bécs, (1920)
- Az irodalom nevében; Lám Kny., Užhorod, 1930
- A sötét ujj : regény. (Pozsony, 1928; ugyanez Gyár címen Budapest, 1947)
- A zöld ember. Kis regények; Lám Ny., Užhorod-Ungvár, 1930 (Barta Lajos válogatott munkái)
- Lélek. Elbeszélések; Lám, Užhorod-Ungvár, 1931 (Barta Lajos válogatott munkái)
- Gyár. Regény; Szikra, Bp., 1947
- Tegnapi ország; Szikra, Bp., 1949
- Magyar világ. Elbeszélések; bev. Bölöni György; Szépirodalmi, Bp., 1953
- Öten a hóban : válogatott elbeszélések. (1960, 1978)
- Árnyak a hídon; vál., sajtó alá rend., utószó Stenczer Ferenc; Szépirodalmi, Bp., 1970
- Tragédiák a hátsó udvaron. Elbeszélések; vál. Németi Rudolf, bev. Csehi Gyula; Kriterion, Bukarest, 1974